# Mustafa Abdullatif
Mustafa Abdullatif (in arabo مصطفى عبد اللطيف‎?; Berlino, 15 dicembre 2003) è un calciatore siriano, centrocampista della Hannover 96 II e della nazionale siriana.

## Carriera

### Club
Cresciuto nel vivaio dell'Hertha Berlino, nel 2022 è stato promosso nella squadra B in Regionalliga (quarta divisione tedesca), dove ha giocato due stagioni segnando 15 reti in 55 partite. Il 19 giugno 2024 è stato acquistato dall'Hannover 96, che lo ha assegnato alla propria seconda squadra, militante nella terza divisione tedesca.

### Nazionale
Ha giocato nella nazionale siriana Under-20.
Ha debuttato con la nazionale maggiore siriana il 6 settembre 2024 nell'incontro amichevole vinto 2-0 contro Mauritius.

## Statistiche

### Presenze e reti nei club
Statistiche aggiornate al 25 marzo 2025.
| Stagione        | Squadra           | Campionato      | Campionato | Campionato | Coppe nazionali | Coppe nazionali | Coppe nazionali | Coppe continentali | Coppe continentali | Coppe continentali | Altre coppe | Altre coppe | Altre coppe | Totale | Totale | Totale |
| Stagione        | Squadra           | Comp            | Pres       | Reti       | Comp            | Pres            | Reti            | Comp               | Pres               | Reti               | Comp        | Pres        | Reti        | Pres   | Reti   |        |
| --------------- | ----------------- | --------------- | ---------- | ---------- | --------------- | --------------- | --------------- | ------------------ | ------------------ | ------------------ | ----------- | ----------- | ----------- | ------ | ------ | ------ |
| 2022-2023       | Hertha Berlino II | RL              | 28         | 9          | -               | -               | -               | -                  | -                  | -                  | -           | -           | -           | 28     | 9      |        |
| 2023-2024       | Hertha Berlino II | RL              | 27         | 6          | -               | -               | -               | -                  | -                  | -                  | -           | -           | -           | 27     | 6      |        |
| 2024-2025       | Hannover 96 II    | 3L              | 18         | 0          | -               | -               | -               | -                  | -                  | -                  | -           | -           | -           | 18     | 0      |        |
| Totale carriera | Totale carriera   | Totale carriera | 73         | 15         |                 | -               | -               |                    | -                  | -                  |             | -           | -           | 73     | 15     |        |

### Cronologia presenze e reti in nazionale
| Cronologia completa delle presenze e delle reti in nazionale ― Siria | Cronologia completa delle presenze e delle reti in nazionale ― Siria | Cronologia completa delle presenze e delle reti in nazionale ― Siria | Cronologia completa delle presenze e delle reti in nazionale ― Siria | Cronologia completa delle presenze e delle reti in nazionale ― Siria | Cronologia completa delle presenze e delle reti in nazionale ― Siria | Cronologia completa delle presenze e delle reti in nazionale ― Siria | Cronologia completa delle presenze e delle reti in nazionale ― Siria |
| Data                                                                 | Città                                                                | In casa                                                              | Risultato                                                            | Ospiti                                                               | Competizione                                                         | Reti                                                                 | Note                                                                 |
| -------------------------------------------------------------------- | -------------------------------------------------------------------- | -------------------------------------------------------------------- | -------------------------------------------------------------------- | -------------------------------------------------------------------- | -------------------------------------------------------------------- | -------------------------------------------------------------------- | -------------------------------------------------------------------- |
| 6-9-2024                                                             | Hyderabad                                                            | Siria                                                                | 2 – 0                                                                | Mauritius                                                            | Amichevole                                                           | -                                                                    | 59’ 74’                                                              |
| 9-9-2024                                                             | Hyderabad                                                            | India                                                                | 0 – 3                                                                | Siria                                                                | Amichevole                                                           | -                                                                    | 84’                                                                  |
| 25-3-2025                                                            | Al-Hasa                                                              | Siria                                                                | 0 – 2                                                                | Pakistan                                                             | Qual. Coppa d'Asia 2027                                              | -                                                                    | 90+3’                                                                |
| Totale                                                               |                                                                      | Presenze                                                             | 3                                                                    |                                                                      | Reti                                                                 | 0                                                                    |                                                                      |